# John Michael Botean
John Michael Botean (sau: Ion Mihai Botean; n. 9 iulie 1955, Canton, Ohio, Statele Unite ale Americii) este episcopul român unit (greco-catolic) al credincioșilor români din Statele Unite ale Americii și Canada, întâistătătorul Eparhiei Sfântul Gheorghe de Canton din 1996 până în prezent.

## Studii și primele slujiri ca preot
John Michael Botean s-a născut la 9 iulie 1955 în orașul Canton (Ohio, SUA) în familia românilor americani John și Amelia (Popa) Botean, care proveneau din Finteușu Mare (jud. Maramureș). Are un frate mai tânăr, Mark S. Botean, care locuiește la Stow (Ohio, SUA). A absolvit în anul 1973 cursurile Liceului Oakwood din Canton, statul Ohio, obținând o bursă de studii oferită de către compania Timken. 
În anul 1974 a abolvit cursurile Seminarului St. Fidelis din Herman (Pennsylvania). În anul 1977 a obținut licența în filosofie "summa cum laude" la Universitatea Catolică din Washington DC. În perioada 1977-1981 a studiat la Seminarul Melkit St. Gregory din Newton (Massachusetts), obținând în paralel și masteratul în teologie la Școala de Teologie Ortodoxă Greacă (astăzi Institutul Teologic din Boston). De asemenea, în perioada 1985-1989, a studiat la Uniunea Teologică Catolică din orașul Chicago (Illinois). 
A fost hirotonit ca preot catolic de rit bizantin de către episcopul Louis Vasile Pușcaș în cadrul Episcopiei Greco-Catolice Române St. George din Canton (Ohio) la 18 mai 1986, la vârsta de 31 de ani. În același an, a fost numit preot al Parohiei greco-catolice românești St. Michael din orașul Aurora (Illinois), fiind în paralel membru al administrației Centrului American despre Război Pax Christi (Pax Christi USA Center on Conscience and War) din orașul Cambridge (Massachusetts) și asistent administrativ la Centrul de Cercetări Aplicate în domeniul Apostolatului (CARA) din Washington DC. 
În anul 1990 pr. Botean a fost numit în funcția de rector al Catedralei Episcopale St. George din Canton (Ohio). În anul 1993, a fost numit Vicar General al Episcopiei Greco-Catolice Române St. George din Canton (Ohio), iar apoi după retragerea episcopului Louis Vasile Pușcaș la 15 iulie 1993, pr. Botean a fost numit administrator apostolic al Episcopiei din Canton. 

## Alegerea sa ca episcop
Preotul John Michael Botean a fost ales ca episcop al Episcopiei Greco-Catolice Române St. George din Canton (Ohio) la 29 martie 1996. A fost consacrat ca episcop la 24 august 1996 de către arhiepiscopul greco-catolic Lucian Mureșan de Făgăraș și Alba Iulia (România), asistat de către arhiepiscopul greco-catolic rutean Judson Michael Procyk de Pittsburgh (Pennsylvania, SUA) și de episcopul greco-catolic melkit Nicholas James Samra (episcop auxiliar al Eparhiei Melkite de Boston, SUA). 
Un an mai târziu John Michael Botean a participat la prima Sesiune a Conciliului Provincial al IV-lea al Bisericii Române Unite cu Roma, Greco-Catolică, sesiune desfășurată între 17 și 21 martie 1997, la Blaj. 
În anul 1997, împreună cu episcopul ortodox român din SUA, Nathaniel Popp, i-a cerut președintelui Bill Clinton al Americii să primească România în NATO. Nemulțumit de inexistența unui progres cu privire la retrocedarea bisericilor greco-catolice din România, episcopul Botean a afirmat într-un interviu la BBC în anul 2002 că nu mai poate sprijini aspirațiile României de a se integra în NATO, pentru că și-a pierdut speranța în procesul dialogului și că Biserica Greco-Catolică nu mai are nici o posibilitate să fie cu adevărat liberă în România. Astfel, în interiorul României, mecanismele statului ar fi manipulate pentru menținerea privilegiilor Bisericii Ortodoxe, în timp ce în exterior se vorbește despre dialog. Chiar invitația adresată Papei ar putea fi, în opinia episcopului Botean, „doar o unealtă a disimulării, reminiscență a epocii Ceaușescu, avansată pentru impresionarea Occidentului.”
Episcopul John Michael Botean a devenit cunoscut în întreaga Americă în martie 2003 prin Scrisoarea Pastorală pentru Postul Mare adresată enoriașilor eparhiei sale, în care le explică acestora de ce războiul împotriva Irakului nu este compatibil cu "teoria catolică despre un război drept", și, prin urmare, participarea directă la această acțiune militară este un păcat grav. Acest lucru se petrecea în perioada în care SUA au început invadarea Irakului. În calitatea sa de "Episcop, păstorul comunității greco-catolicilor români din SUA a decis să se adreseze enoriașilor săi pentru a-i feri pe aceștia să cadă în "marele păcat și în consecințele pământești și veșnice inestimabile ale acestuia". 
Catehismul Bisericii Catolice, citat în repetate rânduri de episcop, spune că "niciodată nu este permis să se facă rău ca să urmeze un bine" (nr. 1789), și că "trebuie examinate cu rigurozitate condițiile stricte care justifică legitima apărare prin forța armată" (nr. 2309). Așadar un război, conform învățăturii Bisericii nu poate fi considerat "drept" dacă nu întrunește toate condițiile de legitimitate morală. De aceea, "prin harul lui Dumnezeu și în calitate de Episcop al Scaunul Apostolic pentru Eparhia de St. George din Canton, trebuie să vă declar vouă, poporul meu - a afirmat Mons. Botean în încheierea scrisorii sale -, spre mântuirea voastră precum și spre a mea, că orice directă participare și sprijinire a acestui război împotriva poporului din Irak este în mod obiectiv un păcat grav".
Pentru atitudinea sa curajoască în problema războiului din Irak, la 10-12 octombrie 2003, episcopului John Michael Botean i s-a decernat Premiul I pentru Pace al Organizației Catolice St. Marcellus.
John Michael Botean a luat parte la data de 26 aprilie 2006 la ceremonia întronizării Arhiepiscopului Major al Bisericii Unite cu Roma – Greco Catolică, Lucian Mureșan, care a avut loc în Catedrala Sfânta Treime din Blaj. De asemenea, a participat ca invitat în zilele de 1 și 2 mai 2006 în Aula Mare a Facultății de Teologie Greco-Catolică din Blaj la Sesiunea de primăvară a Conferinței Episcopilor din România, la care participă toți episcopii romano-catolici și greco-catolici din România.

## Activitate curentă
În prezent John Michael Botean este episcop al Episcopiei Greco-Catolice Române St. George din Canton (Ohio); co-sponsor episcopal al secțiunii americane a Societății St. John Chrysostom; membru al Comitetului Ad-Hoc de Numire a Oficiilor Conferințelor și membru al Comitetului pentru Vocații ale Conferinței Episcopilor Catolici din Statele Unite; fost secretar al Asociației Catolicilor Orientali (organizația ierarhilor catolici orientali din Statele Unite). 
Episcopul Botean a vizitat România în mai multe rânduri, două exemple fiind prima sesiune a Conciliului Provincial al Bisericii Greco-Catolice (Blaj, 1997), iar a doua vizita papei Ioan Paul al II-lea în România (București, 1999). 
John Michael Botean a primit vizitele mai multor demnitari români, între care aceea a președintelui României, Ion Iliescu, care a vizitat eparhia în septembrie 2004.
După ridicarea BRU la rang de Arhiepiscopie Majoră și implicit înființarea Sinodului Episcopilor, episcopul Botean face parte din acesta ca membru de drept. În prezent este singurul episcop român greco-catolic care poartă camilafcă.